# Mister No
Mister No est une BD italienne (ou fumetti) créée par Sergio Bonelli (scénario) sous le pseudonyme de Guido Nolitta et par Gallieno Ferri (dessin) en janvier 1975 pour l'éditeur Sergio Bonelli Editore. En France, ses aventures furent publiées par Aventures & Voyages dans une revue en petit format.
Les aventures de Mister No se déroulent pendant les années 1950 à Manaus au Brésil. Mister No est le surnom de Jerry (ou Jérome) Drake, pilote d'avion américain. Après la Seconde Guerre mondiale, il a du mal à s'adapter à une vie civile. Aussi quitte-t-il les États-Unis pour s'installer à Manaus où avec son piper, il offre ses services de pilote et de guide. Grand amateur de whisky, toujours sans le sou, dragueur impénitent, ce baroudeur se trouve mêlé à des histoires où il ne récolte que des coups en récompense de son idéalisme. C'est un anti-héros, denrée plus que rare dans la bande dessinée petits formats. On le voit ainsi refuser de l'argent si l'origine en est douteuse, y compris s'il est dans le besoin (et il est toujours dans le besoin). Dès qu'il a quatre sous, il court les dépenser dans les bars en alignant les tournées générales, finissant ivre mort en compagnie de son compagnon de beuverie habituel : Otto Krüger. Séducteur devant l'éternel, il ne compte plus les conquêtes féminines, mais refuse énergiquement une vie maritale incompatible avec ses aspirations de liberté. Il est régulièrement en conflit avec la police locale qui lui reproche pèle-mêle ses fréquentes bagarres, ses états d'ébriété récurrents et ses incursions répétées dans des histoires douteuses.

## Les revues
- Mister No a eu son propre mensuel de janvier 1976 à avril 1990 pendant 171 numéros.
- Spécial Mister No : 3 numéros entre février 1986 et février 1987. Rééditions des premiers épisodes en commençant au N°2 !

En Italie, Mister No paraît toujours et a dépassé les 300 numéros.
Mister No est paru dans de nombreux autres pays dont : l'Espagne, le Portugal, le Brésil, la Turquie, la Grèce et la Yougoslavie.

## Auteurs
Outre Bonelli et Ferri, de nombreux autres artistes et auteurs ont contribué à la série. Ceux-ci comprennent les écrivains Alfredo Castelli, Tiziano Sclavi et Claudio Nizzi; et les artistes Roberto Diso, Marco Bianchini, Fabio Civitelli, Ferdinando Tacconi et Alessandro Bignamini.
Dans le dernier numéro, il a été annoncé que la série se poursuivra dans les spéciaux annuels. Mais ceux-ci ont également été suspendus après la publication du printemps 2009.